# Stephen Finney Mason
Stephen Finney Mason, que a menudo firmaba S. F. Mason (6 de julio de 1923 — 11 de diciembre de 2007), fue un químico e historiador de las ciencias británico.

## Trayectoria
S. F. Mason, que había estudiado química, trabajó sobre específicos antipalúdicos para su doctorado, que realizó entre 1944 y 1947 con D. Ll. Hammick, en la Universidad de Oxford. 
En dicha institución académica enseñó historia de la ciencia, además de su especialidad, la química, desde 1947 hasta 1953. Publicó pronto una History of the Sciences (1953), libro que se tradujo en España en 1966, mucho antes de las continuas ediciones populares, iniciadas en 1984 y que se mantienen hasta hoy. Entre sus agradecimientos figuraban los profesores J.E.C. Hill, de Oxford, y el sinólogo J. Needham de Cambridge.
A continuación estuvo como investigador, junto con Adrien Albert, en la Universidad Nacional Australiana, en el departamento de química médica. Luego, regresó a Inglaterra, y trabajó en el Instituto Wellcome de Londres.
Pero no abandonó la enseñanza. En l956 explicó química orgánica en la Universidad de Exeter, y trabajó en espectrografía. Entre 1964 y 1970, fue profesor de química en la Universidad de East Anglia; y a continuación enseñó la misma materia en el King's College de Londres (1970-1988).
Desde su jubilación en 1988 fue emérito de la Universidad de Londres y profesor honorífico del departamento de historia de la ciencia en la Universidad de Cambridge. Siguió puliendo su obra, tanto la química como historiográfica: su Chemical Evolution (1991), y su antigua History of the Sciences, el libro de divulgación histórico-científica más conocido en lengua española.

## Obra fundamental
- History of the Sciences (1953), última edición castellana Historia de las ciencias,  Madrid, Alianza, 2012 ISBN 978-84-206-1197-6, 5 vols (1ª ed. Barcelona, Zeus, 1966, en un volumen)
- Molecular Optical Activity & the Chiral Discriminations (l982).
- Chemical Evolution (1991)